# Marssac-sur-Tarn
 Marssac-sur-Tarn  es una población y comuna francesa, ubicada en la región de Mediodía-Pirineos, departamento de Tarn, en el distrito de Albi y cantón de Albi-Ouest.

## Demografía
| 801 | 1048 | 1414 | 1704 | 2194 | 2392 |
| Para los censos de 1962 a 1999 la población legal corresponde a la población sin duplicidades (Fuente: INSEE [Consultar]) |      |      |      |      |      |